# Russische Staatliche Geisteswissenschaftliche Universität

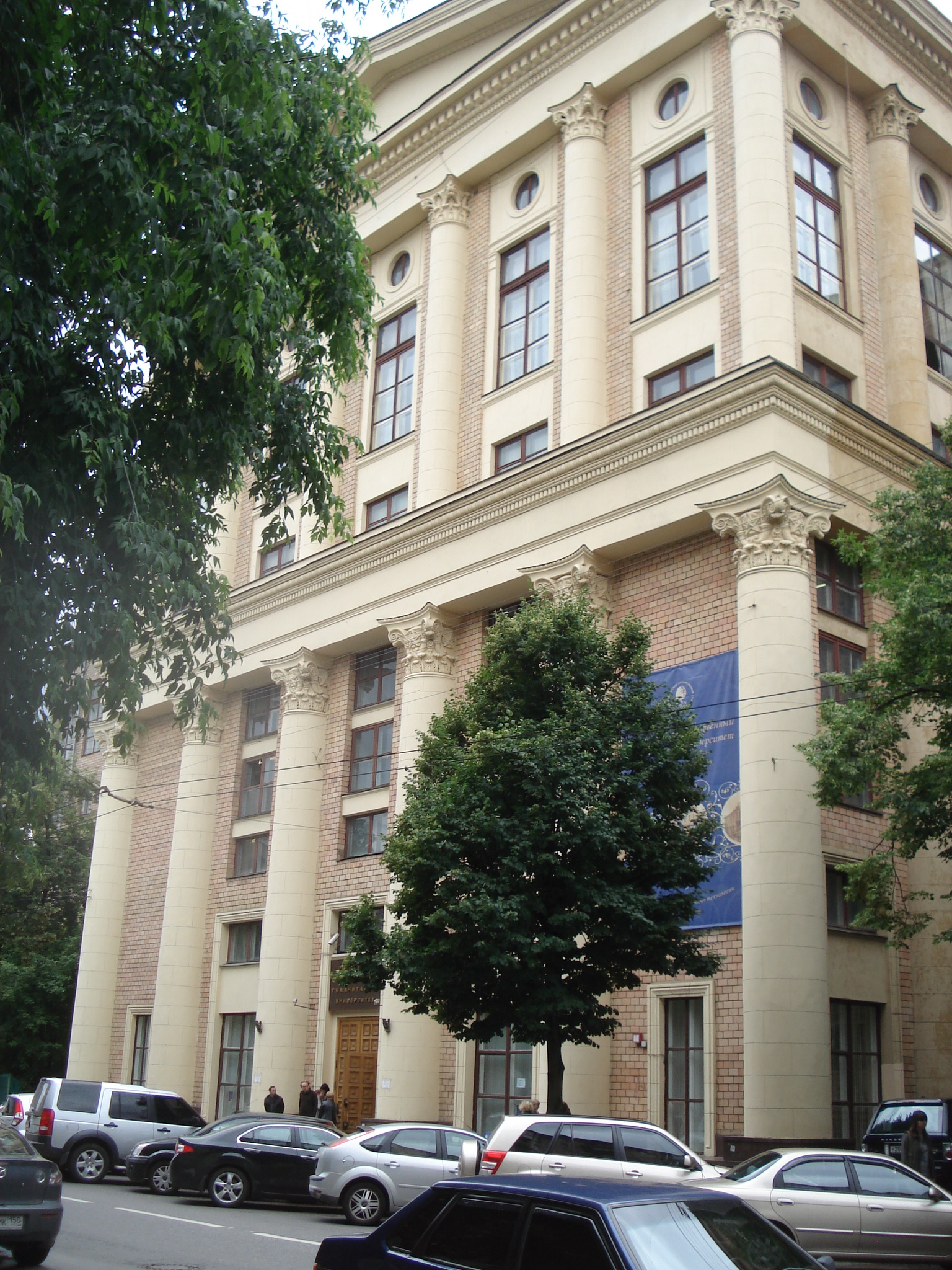
Hauptgebäude

Die Russische Staatliche Geisteswissenschaftliche Universität (russisch Российский государственный гуманитарный университет (РГГУ), Transkription Rossiski gossudarstwenny gumanitarny uniwersitet, kurz RGGU; engl. Russian State University for the Humanities, Abk. RSUH) ist eine Universität in Moskau.
Die Einrichtung ist 1908 auf Initiative von Alfons Leonowitsch Schanjawski gegründet worden und erhielt 1991 in ihrer heutigen Form den Status einer Universität. Sie hat rund 30.000 Studierende. Im Moskauer Hauptgebäude befand sich von 1939 bis 1991 die Parteihochschule der KPdSU. Das Hauptgebäude wurde 1912 für die Städtische Moskauer Schanjawski-Volksuniversität erbaut.